# مارکو پائولینی (بازیکن فوتبال)
مارکو پائولینی (انگلیسی: Marco Paolini؛ زادهٔ ۲۰ آوریل ۱۹۹۵) بازیکن فوتبال اهل ایتالیا است.
از باشگاه‌هایی که در آن بازی کرده‌است می‌توان به باشگاه فوتبال چزنا و باشگاه فوتبال پارما اشاره کرد.
وی همچنین در تیم ملی فوتبال زیر ۱۸ سال ایتالیا بازی کرده‌است.